# Ojo de Agua (södra Las Margaritas kommun)
Ojo de Agua är en ort i Mexiko.   Den ligger i kommunen Las Margaritas och delstaten Chiapas, i den sydöstra delen av landet, 900 km öster om huvudstaden Mexico City. Ojo de Agua ligger 1 079 meter över havet och antalet invånare är 169.
Terrängen runt Ojo de Agua är kuperad, och sluttar österut. Runt Ojo de Agua är det ganska glesbefolkat, med 30 invånare per kvadratkilometer. Närmaste större samhälle är San Isidro, 6,4 km norr om Ojo de Agua. I omgivningarna runt Ojo de Agua växer i huvudsak städsegrön lövskog.